# Luis Ceferino Suárez
Luis Ceferino Suárez (La Banda, Santiago del Estero, Argentina; 29 de enero de 1969) es un exfutbolista y entrenador argentino de fútbol.

## Trayectoria

### Como futbolista
Se desempeñaba como defensa y se inició en las categorías formativas de Estudiantes de La Plata de Argentina, donde logra debutar como futbolista profesional. En 1993 obtiene su primera experiencia internacional al fichar por el Melgar de Perú; pero a mediados de ese año se fue a Bolivia, específicamente al San José de Oruro donde estuvo su mayor rendimiento al marcar 18 goles en 73 partidos jugados. Al año siguiente se marchó al Bolívar de la Paz con el cual pudo participar en torneos internacionales como lo fue en la Copa Libertadores, llegando a jugar 13 partidos en su etapa que estuvo en el club (1994 - 1995).
Posteriormente estuvo pasos por diferentes clubes del fútbol boliviano como lo fueron Real Santa Cruz, The Strongest e Independiente Petrolero, este último en el cual se retiró.
Como futbolista disputó 216 partidos y anotó 33 goles.

### Como entrenador
Se inició en las categorías inferiores de Gimnasia y Esgrima de la Plata de su país natal. En 2011 estuvo dirigiendo a las reservas y de manera interina al equipo principal de Estudiantes de La Plata.
En 2012 llegó a Ecuador junto a su compatriota Gustavo Quinteros como su asistente en el Club Sport Emelec en el cual salió campeón del Campeonato Ecuatoriano en los años 2013 y 2014. Con Gustavo Quinteros también dirigió de manera conjunta a la Selección Ecuatoriana de Fútbol durante las eliminatorias rumbo al mundial de Rusia 2018, aunque no logró clasificar.
En 2018 después de desvincularse como ayudante de Gustavo Quinteros, fue contratado como entrenador del Manta Fútbol Club para dirigirlo en la Serie B de Ecuador, donde realizó una aceptable campaña.
El 6 de marzo de 2020 fue presentado en el Nacional Setac de Bolivia, pero lo abandonó en el mes de mayo.
En mayo de 2021 reemplazó al despedido Oswaldo Morelli en Liga Deportiva Universitaria de Portoviejo de la Serie B de Ecuador. Fue despedido el 24 de septiembre, tras no poder salvar al club del descenso.

## Clubes

### Como futbolista
| Club                    | País      | Año         |
| ----------------------- | --------- | ----------- |
| Estudiantes de La Plata | Argentina | 1988 - 1992 |
| Melgar                  | Perú      | 1993        |
| San José de Oruro       | Bolivia   | 1993        |
| Bolívar                 | Bolivia   | 1994 - 1995 |
| Real Santa Cruz         | Bolivia   | 1995        |
| San José de Oruro       | Bolivia   | 1996 - 1997 |
| The Strongest           | Bolivia   | 1998        |
| Independiente Petrolero | Bolivia   | 1999 - 2000 |

### Como segundo entrenador
| Club                 | País    | Año         | Segundo entrenador de |
| -------------------- | ------- | ----------- | --------------------- |
| Emelec               | Ecuador | 2012 - 2015 | Gustavo Quinteros     |
| Selección de Ecuador | Ecuador | 2015 - 2017 | Gustavo Quinteros     |

### Como entrenador principal
| Club                    | País      | Año  |
| ----------------------- | --------- | ---- |
| Estudiantes de La Plata | Argentina | 2011 |
| Manta                   | Ecuador   | 2018 |
| Nacional Senac          | Bolivia   | 2020 |
| Liga de Portoviejo      | Ecuador   | 2021 |
| América de Quito        | Ecuador   | 2023 |

## Palmarés

### Como segundo entrenador
| Título             | Club   | Segundo entrenador de | País    | Año  |
| ------------------ | ------ | --------------------- | ------- | ---- |
| Serie A de Ecuador | Emelec | Gustavo Quinteros     | Ecuador | 2013 |
| Serie A de Ecuador | Emelec | Gustavo Quinteros     | Ecuador | 2014 |